# Jean-Luc Crétier
Jean-Luc Crétier (Aimè, 28. travnja 1966.) je bivši francuski alpski skijaš. 
Najveći uspjeh mu je osvajanje zlatne olimpijske medalje u spustu na Igrama u Naganu 1998. godine. To je bilo veliko iznenađenje jer nikad prije nije ostvario nijednu pobjedu, a nije to učinio ni poslije. Ima tri postolja u karijeri, a najbolji ukupni plasman u Svjetskom kupu mu je osamnaesto mjesto.